# نيك ريد
نيك ريد (بالإنجليزية: Nick Reed)‏ هو لاعب كرة قدم أمريكية أمريكي، ولد في 1 سبتمبر 1987.

## وصلات خارجية
- نيك ريد على موقع مرجع كرة القدم المحترفة.كوم (الإنجليزية)